# Roel Brinks
Roel Brinks (Emmer-Compascuum, 8 april 1954) is een voormalig Nederlands voetballer. De aanvaller speelde zowel op de linker- als rechtervleugel.
Brinks kwam oorspronkelijk uit voor VV C.E.C. uit zijn geboortedorp Emmer-Compascuum. Hij speelde voor verschillende regionale en nationale jeugdelftallen. Na een overgang naar SC Drente maakte hij voor deze ploeg in december 1970 op 16-jarige leeftijd zijn debuut in het betaald voetbal. Met SC Drente eindigde Brinks in seizoen 1970/71 als laatste in de Tweede divisie. De ploeg werd in de zomer van 1971 weggesaneerd uit het betaalde voetbal en Brinks maakte de overstap naar FC Twente.
Op 8 oktober 1972 maakte Brinks zijn debuut voor FC Twente in de Eredivisie. Tegen NAC viel hij in voor René van de Kerkhof. In de UEFA Cup kwam hij dat seizoen uit in de thuiswedstrijd tegen Borussia Mönchengladbach. Brinks wist echter niet door te breken bij de Eredivisionist. Tot 1975 kwam hij uit in twintig officiële wedstrijden, meestal als invaller. In juni 1975 tekende Brinks een eenjarig contract voor eerstedivisionist SC Cambuur. Ook zijn verblijf in Friesland was geen groot succes. Brinks kwam voornamelijk uit voor de beloften. Hij ging na het eerste seizoen niet akkoord met verlenging van zijn contract. Uiteindelijk sloot hij zich in oktober 1976 aan bij de Duitse amateurvereniging Olympia Bocholt.
In seizoen 1977/78 keerde Brinks terug in het Nederlands betaald voetbal. Hij tekende een contract bij het uit de Eredivisie gedegradeerde De Graafschap, dat een jaar eerder ook al belangstelling voor hem toonde. Met De Graafschap promoveerde Brinks in 1981 via de nacompetitie naar de Eredivisie. Nadat de ploeg een jaar later degradeerde, vertrok hij naar Eintracht Emmerich in Duitsland.

## Carrièrestatistieken
| Seizoen         | Club            | Land            | Competitie      | Competitie | Competitie | Beker | Beker | Internationaal | Internationaal | Overig | Overig | Totaal | Totaal |
| Seizoen         | Club            | Land            | Competitie      | Wed.       | Dlp.       | Wed.  | Dlp.  | Wed.           | Dlp.           | Wed.   | Dlp.   | Wed.   | Dlp.   |
| --------------- | --------------- | --------------- | --------------- | ---------- | ---------- | ----- | ----- | -------------- | -------------- | ------ | ------ | ------ | ------ |
| 1970/71         | SC Drente       | Nederland       | Tweede divisie  | –          | 1          | –     | 0     | 0              | 0              | 0      | 0      | –      | 1      |
| 1971/72         | FC Twente       | Nederland       | Eredivisie      | 0          | 0          | 0     | 0     | 0              | 0              | 0      | 0      | 0      | 0      |
| 1972/73         | FC Twente       | Nederland       | Eredivisie      | 7          | 1          | 2     | 0     | 1              | 0              | 0      | 0      | 10     | 1      |
| 1973/74         | FC Twente       | Nederland       | Eredivisie      | 3          | 0          | 0     | 0     | 1              | 0              | 0      | 0      | 4      | 0      |
| 1974/75         | FC Twente       | Nederland       | Eredivisie      | 5          | 1          | 0     | 0     | 1              | 0              | 0      | 0      | 6      | 1      |
| 1975/76         | SC Cambuur      | Nederland       | Eerste divisie  | 23         | 3          | 1     | 1     | 0              | 0              | 0      | 0      | 24     | 4      |
| 1977/78         | De Graafschap   | Nederland       | Eerste divisie  | –          | 8          | –     | 0     | 0              | 0              | 0      | 0      | –      | 8      |
| 1978/79         | De Graafschap   | Nederland       | Eerste divisie  | –          | 2          | –     | 1     | 0              | 0              | 0      | 0      | –      | 3      |
| 1979/80         | De Graafschap   | Nederland       | Eerste divisie  | –          | 4          | –     | 0     | 0              | 0              | –      | 2      | –      | 6      |
| 1980/81         | De Graafschap   | Nederland       | Eerste divisie  | –          | 1          | –     | 0     | 0              | 0              | –      | 0      | –      | 1      |
| 1981/82         | De Graafschap   | Nederland       | Eredivisie      | 24         | 2          | 1     | 0     | 0              | 0              | 0      | 0      | 25     | 2      |
| Carrière totaal | Carrière totaal | Carrière totaal | Carrière totaal | –          | 23         | –     | 2     | 3              | 0              | –      | 2      | –      | 27     |